# Vincenzo Gamba
Vincenzo o Vincenzio Gamba (Padua, 21 de agosto de 1606 - Florencia, 16 de mayo de 1649), Vincenzo Galilei tras ser legitimado en 1619 por su padre, Galileo Galilei. Con estudios de derecho, a lo largo de su vida desempeñó varios oficios, como el de constructor de laúdes, que alternó con puestos de funcionario en pequeñas localidades de Italia. Se interesó por la mecánica y fue autor de versos de amor. Después de Virginia y de Livia, fue el tercer y último hijo ilegítimo de Galileo (1564-1642) y de su amante, Marina Gamba (1570-1612).

## Semblanza
Vincenzio Galilei nació de la relación de su padre Galileo con la veneciana Marina Gamba, quien lo crio y lo inició en los estudios, durante los que el joven mostró una aptitud particular para la música, la mecánica y el dibujo.
En 1612 volvió a vivir con su padre, quien decidió legitimarlo en 1619, asegurándole así derechos hereditarios exclusivos. En cambio, sus otras dos hermanas mantuvieron su condición de hijas naturales para evitar proporcionarles una onerosa dote cuando se casaran. En 1613, gracias al interés del cardenal Francesco Maria Del Monte, Galileo logró que su hija primogénita Virginia fuera acogida en el convento de las Clarisas de San Mateo en Arcetri, donde el 4 de octubre de 1616 (con apenas dieciséis años de edad), tomó sus votos como monja de clausura con el nombre de Sor María Celeste. La otra hermana, Livia, aceptó a regañadientes en 1617 tomar sus votos en el mismo convento.
Vincenzio se matriculó en 1625 en la Universidad de Pisa, donde se graduó en derecho en 1628. El año anterior, su padre había estado interesado en conseguirle, mediante la intervención de su "sobrino cardenal" Francesco Barberini, una pensión eclesiástica, es decir, condicionada a su entrada en la vida religiosa, pero, como informa Benedetto Castelli en una carta del 21 de mayo de 1627 a su padre, el joven manifestó «un odio envenenado, no una simple aversión espiritual, hacia el clero», lo que le costó la renuncia a su pensión, que fue concedida a su sobrino, hijo de Michelagnolo Galilei (1575-1629).
En 1629 Vincenzio se casó con una joven de una familia de la localidad de Prato, Sestilia Bocchineri. Las dos hermanas del novio, sor María Celeste y sor Arcángela, participaron en los preparativos de la fiesta nupcial que se celebró en Prato. Del matrimonio nacieron tres hijos: Carlo, Cósimo y el hijo mayor, Galileo, que vivió con su abuelo, que permaneció en Florencia durante la epidemia peste, mientras que Vincenzio y su esposa se habían refugiado en 1630 en Montemurlo para escapar del contagio.
En los años siguientes Vincenzio tuvo serios conflictos con su padre por cuestiones económicas, a pesar de que éste le había hecho obtener en 1631 un puesto en la cancillería de Poppi, de donde, a pesar de los esfuerzos de Galileo por impedirlo, fue trasladado por incumplimiento y negligencia a la cancillería de Montevarchi, donde permaneció hasta 1635, para luego pasar, todavía con el cargo de funcionario, al gremio de los comerciantes y a la ceca de Florencia, cargo que ocupó hasta su muerte.
Habiendo adquirido una cierta estabilidad, se reconcilió con su padre, con quien comenzó a colaborar, trabajando en particular en la aplicación del péndulo al reloj. Suyos y de Vincenzo Viviani son los dibujos a partir de los cuales Eustachio Porcellotti, en la segunda mitad del siglo XIX, creó los primeros modelos para aplicar el péndulo al reloj según la invención del científico toscano. También fue un hábil diseñador y constructor de instrumentos musicales, como su abuelo Vincenzo Galilei.
Designado heredero universal, se vio obligado a presentar una demanda para obtener la herencia de su padre, que fue impugnada por su condición de hijo ilegítimo reconocido.
Murió entre dificultades económicas en 1649, a los 42 años de edad.